# Zell am Ziller
Zell er en købstadskommune i Zillertal og hører til Bezirk Schwaz i delstaten Tyrol i Østrig.

## Geografi
Zell ligger inderst i Zillertal i en dalkedel, på den højre side af floden Ziller. Den er den arealmæssigt mindste kommune i dalen. På de omgivende skråninger ligger kommunerne Zellberg, Rohrberg, Gerlosberg og Hainzenberg. Mod nord ligger kommunen Aschau im Zillertal og mod syd kommunerne Hippach og Ramsau im Zillertal.
Zell er sammen med Fügen det gamle lokalcenter for Zillertal, både hvad angår erhverv, forvaltning og undervisning.